# Могилівська волость
Могилівська волость — адміністративно-територіальна одиниця Новомосковського повіту Катеринославської губернії.
Станом на 1886 рік складалася з 12 поселень, 1 громади. Населення 8187 осіб (4122 чоловічої статі і 4065 — жіночої), 1282 дворових господарств.
|                     | Площа, дес. | У тому числі орної, десятин |
| ------------------- | ----------- | --------------------------- |
| Сільських громад    | 14988       | 9977                        |
| Приватної власності | —           | —                           |
| Іншої власності     | 120         | 120                         |
| Загалом             | 15108       | 10097                       |

Найбільші поселення волості:
- Могилів — слобода над річкою Біловод, 4697 осіб, 1 православна церква;
- Зоряснянське — поселення при Рясних могилах, 640 осіб;
- Підкряжне — село при озері Мокре і Рясних могилах, 1376 осіб.